# Ruthanna Boris
Pour les articles homonymes, voir Boris.
Ruthanna Boris (18 mars 1919 - 5 janvier 2007) est une danseuse et chorégraphe américaine.

## Biographie
Elle se forme à la danse à l'école du ballet de Metropolitan Opera où elle participe à la création de la Serenade, créée le 10 juin 1934 par George Balanchine .
Elle collabore avec les chorégraphes tels que Lew Christensen , William Dollar, Erick Hawkins et Eugene Loring, qui l'invitent dans leurs créations .
Elle est soliste et première danseuse au Metropolitan Opera.
A Broadway, elle apparait en 1935 dans le ballet et comédie musicale Alma Mater avec Tamara Geva (chorégraphie de George Balanchine,musique de Kay Swift) , en 1937 dans Hooray for What avec Paul Haakon (musique de Harold Arlen, scénographie de Vincente Minnelli, arrangements par Kay Thompson)  et en 1939 dans The Straw Hat Revue, avec Imogene Coca, Danny Kaye et Jerome Robbins .
En 1943, elle chorégraphie la reprise à Broadway de The Student Prince de Sigmund Romberg puis rejoint en tant que danseuse la compagnie Ballets russes de Monte-Carlo. Lorsque Balanchine y devient le chorégraphe principal, il l'introduit dans ses création de Danses Concertantes, Night Shadow et Raymonda. Elle danse également dans Le Lac de cygnes et devient alors l'une des premières américaines à danser le ballet classique en Europe. Elle quitte les Ballets russes de Monte-Carlo en 1950 , après y avoir été danseuse et chorégraphe dans Cirque de Deux en 1947 avec le danseur Leon Danielian, son partenaire également dans Quelques Fleurs en 1948 .
En 1951, elle rejoint la compagnie New York City Ballet. Elle y chorégraphie Cakewalk (1951), Kaleidoscope (1952), Bayou (1952) et Will o' the Wisp (1953).
En 1956, elle réalise la chorégraphie de Le Jazz Hot et Pasticcio (et conçoit également les costumes), Roundelay, The Comedians et The Wanderling.
En 1976, elle chorégraphie Ragtime (musique de Scott Joplin) pour la compagnie Houston Ballet.
Malgré une blessure et une opération à la hanche en 1956, elle continue à danser et dirige le Royal Winnipeg Ballet jusqu'en 1957.
En 1959, sa blessure entraîne une arthrite dégénérative, suivie d'autres interventions chirurgicales, imposant l'utilisation des béquilles et mettant fin à sa carrière de danseuse .
En 1965, elle est invitée à tant que programmatrice d'étude de danse à l'Université de Washington. Elle y enseigne la danse jusqu'en 1983 .  